# Артель

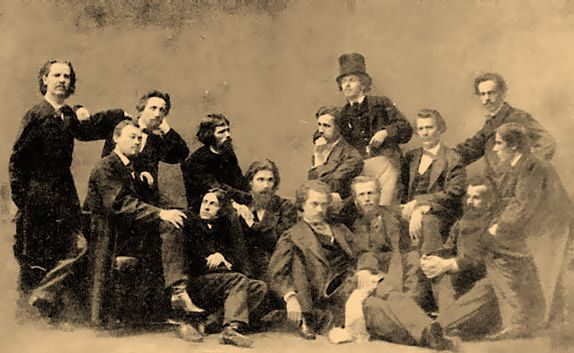
Санкт-Петербургская Артель художников. 1863—1864, Фотография.

Арте́ль — добровольное объединение людей для совместной работы или иной коллективной деятельности, часто с участием в общих доходах и общей ответственностью на основе круговой поруки.

## Этимология
По вопросу о происхождении слова артель имеются, по меньшей мере, две точки зрения. Первая приписывает этому слову восточное происхождение: возводя к славянскому глаголу ротитися — «обещать», «клясться», «присягать» (о круговой поруке), существительному рота — «клятва» (артѣль и рота, с перестановкою, как рожь и аржаной); Вторая, поддержанная в своё время М. Фасмером, академиком Ф. Коршем — утверждает западноевропейское происхождение: из итальянского artiere — «ремесленник». Однако пути проникновения этого слова в русскую народную речь (уже в XVI—XVII вв.) недостаточно ясны.

## История

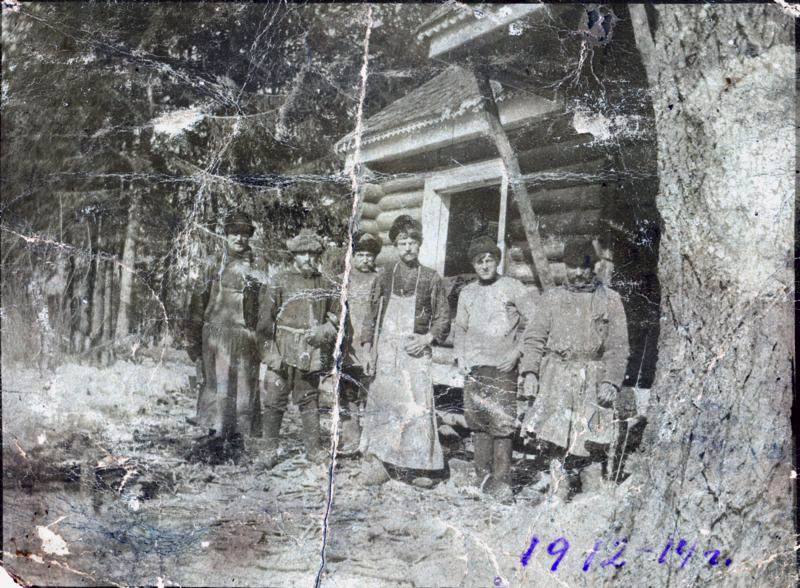
Плотницкая артель, Рязанская губерния, Егорьевский уезд, 1912 год.

### До революции
Артели строились на договоре, обычно устном (иногда в большой артели при выполнении длительных и сложных работ — на письменном), содержавшем условия деятельности и обязательства её членов. Артель состояла, как правило, из близких по возрасту, физической силе и трудовой квалификации работников, равных по своим правам и обязанностям. Первоначально артели возникали на основе общинных, земляческих, родственных и национальных связей, со временем, особенно с развитием рыночной экономики, эти связи расширялись. Управление артелью осуществлял староста (он же рядчик, подрядчик, батырь, кормщик, атаман, усредник и прочее), которого выбирали на общем собрании из числа наиболее энергичных и опытных членов артели. Кроме того, артелью избирались один или двое помощников старосты, иногда для контроля за ним — особые «наблюдатели». Старший по какой-либо артельной работе носил название «передовщи́к».
Во второй половине XVII века в Сибири и на Дальнем Востоке России передовщик — это ответственный за ведение пушного промысла, груз на судне, выполнение инструкций администрации порта приписки; во времена РАК термин иногда обозначал начальника отдела. В дальнейшем слово вышло из употребления
Артели создавались для выполнения как разовых, временных (сезонных), так и постоянных видов работ. По характеру работ артели были сельскохозяйственные, промысловые, торговые, строительные, сферы «услужения», биржевые, творческие (артели писателей, художников, артистов) и другие.
Артели известны издавна: в документах (духовных и договорных грамотах князей) XIV века названы охотничьи, рыболовные, «сокольничьи» артели. С развитием товарно-денежных отношений и мелкого товарного хозяйства увеличилось число артелей, расширялось поле их деятельности. В документах XVII века говорится об артелях каменщиков, плотников, кузнецов, извозчиков, «ярыжных» (бурлаков и судорабочих), «кортомщиков» (арендаторов земли). В XVIII—XIX веках складывалась и усиливалась территориальная специализация артелей. На севере и востоке преобладали промыслово-охотничьи артели (рыболовецкие, «тюленьи», «моржовые», звероловов), в Восточной Сибири и на Урале — приисковые по добыче золота, солепромышленные, каменоломные, по изготовлению древесного угля, разработке горных рудников, в центре Европейской России — артели плотников, каменщиков, маляров, валяльщиков, шерстобитов, иконописцев, офеней (мелких торговцев вразнос), камнетёсов, рогожников, шорников, на Волге — бурлацкие, коноводные, крючников, барочников (строителей мелких судов), в Заволжье — артели чабанов, пастухов, «гуртовых» (прогонщиков скота), сельхозрабочих, землекопов, на Юге России — «чумацкие валки» (перевозчиков товаров), «забродческие ватаги» (рыболовов), в портах — артели лодочников, «биндюжников» (грузчиков) и прочие.
С развитием торговли и промышленности артели стали обслуживать их нужды. В крупных городах существовали артели в сфере услуг для населения: извозчиков, портных, башмачников, посыльных, грузчиков и прочие. Ряд железных дорог были построены с преимущественным применением труда строительных артелей.
В 1860—1870-х годах артели стали популярны среди городской интеллигенции. Шестидесятники видели в артелях способ организации безэксплуатационного труда (считали справедливым как коллективное управление, так и артельное распределение доходов). Привлекало их и относительно простое регулирование со стороны государства. Владимир Стасов писал: «Все вообще начинания русских людей тогдашнего времени стремились к этой форме. Она всем казалась самой справедливой, самой настоящей, самой естественной и простой… „Товарищество“ и „равноправие“ были на устах у каждого». Так были образованы Женская издательская артель и Артель художников.
В конце XIX века переписи Москвы и Петербурга зафиксировали артели счетоводов, электромехаников, инженеров, бухгалтеров, а также женские артели: продавцов, кассиров, золотошвеек и другие. Иногда в артелях практиковался наём рабочей силы, коллективным нанимателем становилась вся артель.
Иногда артели трансформировались в кооперативные товарищества, члены которых уже не были заняты совместным трудом, но организовывали совместный бизнес в сфере сбыта, транспортировки, закупки сырья, использования инструмента и машин и так далее. В 1866 году кооперативный деятель Н. В. Верещагин создал одну из первых подобных артелей — сыроваренную в селе Отроковичи Тверской губернии. К концу XIX века число «кооперативных» артелей сократилось в связи с созданием широкой сети магазинов, складов и прокатных пунктов сельхозмашин. С 1880-х годов возникали маслодельные артели, которые широко распространились в Западной Сибири, Прибалтике, Вологодской губернии. К концу XIX века в России насчитывалось свыше 3 тысяч маслодельных артелей, в том числе 2 тысячи в Сибири. В 1906—1907 годах из хозяйств с одной коровой участвовали в маслодельных артелях 30 % дворов, с двумя коровами — 69 %, с 10 и более — 96 %.

### Советское время
В СССР термин «артель» применялся к различным производственным кооперативам. Деятельность «артели» в советские годы уже не предполагала кругового ручательства её членов. Хотя декларировалась добровольность при объединении в артель, уже в 1918 году Ленин на VII съезде РКП(б) планировал «принудительное объединение всего населения в потребительско-производительные коммуны».
Артели в 1920-х — 1950-х годах были представлены прежде всего в сфере промысловой кооперации: выпускали не только предметы домашнего обихода (посуду, детские игрушки, культтовары), но и технически сложные (холодильники, пылесосы), а также стройматериалы, продукты питания и тому подобное. Распространёнными стали «сельскохозяйственные артели», более известные как колхозы. Многие артели занимались бытовым обслуживанием населения — мастерские по ремонту одежды и обуви, химчистки, прачечные, парикмахерские, фотоателье, транспортные и погрузочно-разгрузочные организации. В начале 1950-х годов промкооперация СССР насчитывала 12667 артелей и 1844 тысячи работников, 2 научно-исследовательских института, 22 экспериментальные лаборатории, 100 конструкторских бюро, выпускала 33444 наименования товаров на сумму 31,2 млрд рублей.
14 апреля 1956 года вышло постановление ЦК КПСС и Совета министров СССР «О реорганизации промысловой кооперации» — оно отмечало, что «многие предприятия промкооперации перестали носить характер кустарно-кооперативного производства и по существу не отличаются от предприятий государственной промышленности». На этом основании ряд промысловых артелей был национализирован — бывшие артели были преобразованы в государственные предприятия и переданы под управление соответствующим республиканским министерствам промышленности, областным и городским советам депутатов; для управления оставшимися промысловыми кооперативами был учреждён специальный орган — Роспромсовет. 20 июля 1960 года ЦК КПСС новым постановлением упразднил Роспромсовет и передал оставшиеся кооперативные предприятия в ведение соответствующих государственных органов.
В 1970—1980-е годы единственными разрешёнными видами артелей оставались старательские артели по добыче золота и колхозы. Именно из артели выросло крупнейшее российское предприятие по добыче золота «Полюс Золото». Другим примером сохранившейся артели является Артель старателей «Амур», которая продолжает активно работать в составе группы компаний «Русская платина», добывая платину и другие драгоценные металлы на месторождении Кондёр (Хабаровский край).

## В культуре
- Павел Мельников-Печерский, В лесах.